# Willeke van Ammelrooy
Willy Geertje van Ammelrooij (Utrecht, 5 de abril de 1944), conocida como Willeke van Ammelrooy, es una actriz y directora neerlandesa. 
Fue a la escuela Toneelschool en Ámsterdam. Su primera película fue Mira en 1971.
Está casada con el cantante de ópera holandés Marco Bakker.

## Filmografía

### Televisión
- Het Glazen Huis (2004–2005)

### Cine
- Mira (1971)
- L'assassino... è al teléfono (1972)
- De inbreker (1972)
- Frank en Eva (1973)
- Dakota (1974)
- Help! de dokter verzuipt (1974)
- Alicia (1974)
- La Donneuse (1975)
- L'arrière train sifflera trois fois (1975)
- L'amour au trousses (1975)
- O.Q Corral (1975)
- Wan Pipel (1976)
- Grijpstra en de Gier (1979)
- Een vlucht regenwulpen (1981)
- Het dak van de walvis (1982)
- De Lift (1983)
- Herenstraat 10 (1983)
- Ciske de Rat (1984)
- Op hoop van zegen (1986)
- Koko Flanel (1990)
- Alleen maar vrienden (1992)
- Antonia's Line (1995)
- Lijmen het been (2001)
- De Schippers van de Kameleon (2003)
- De duistere diamant (2004)
- The Lake House (2006)
- Bride Flight (2011)
- Life is Wonderful (2018)